# فیلیپ بچ
فیلیپ بَچ (به انگلیسی: Philip Bach) بازیکن فوتبال زادهٔ ۱۸۷۲ اهل کشور انگلستان بود که سابقهٔ بازی در تیم ملی فوتبال انگلستان را در کارنامهٔ خود دارد. وی در تاریخ ۱۸ فوریه ۱۸۹۹ تنها بازی ملی خود را در مقابل تیم ملی فوتبال ایرلند انجام داد.